# Gordon Ludwig
Gordon Ludwig (* 25. Mai 1925 in Tittmoning; † 24. Juli 2019 in München) war ein deutscher Architekt und Maler.

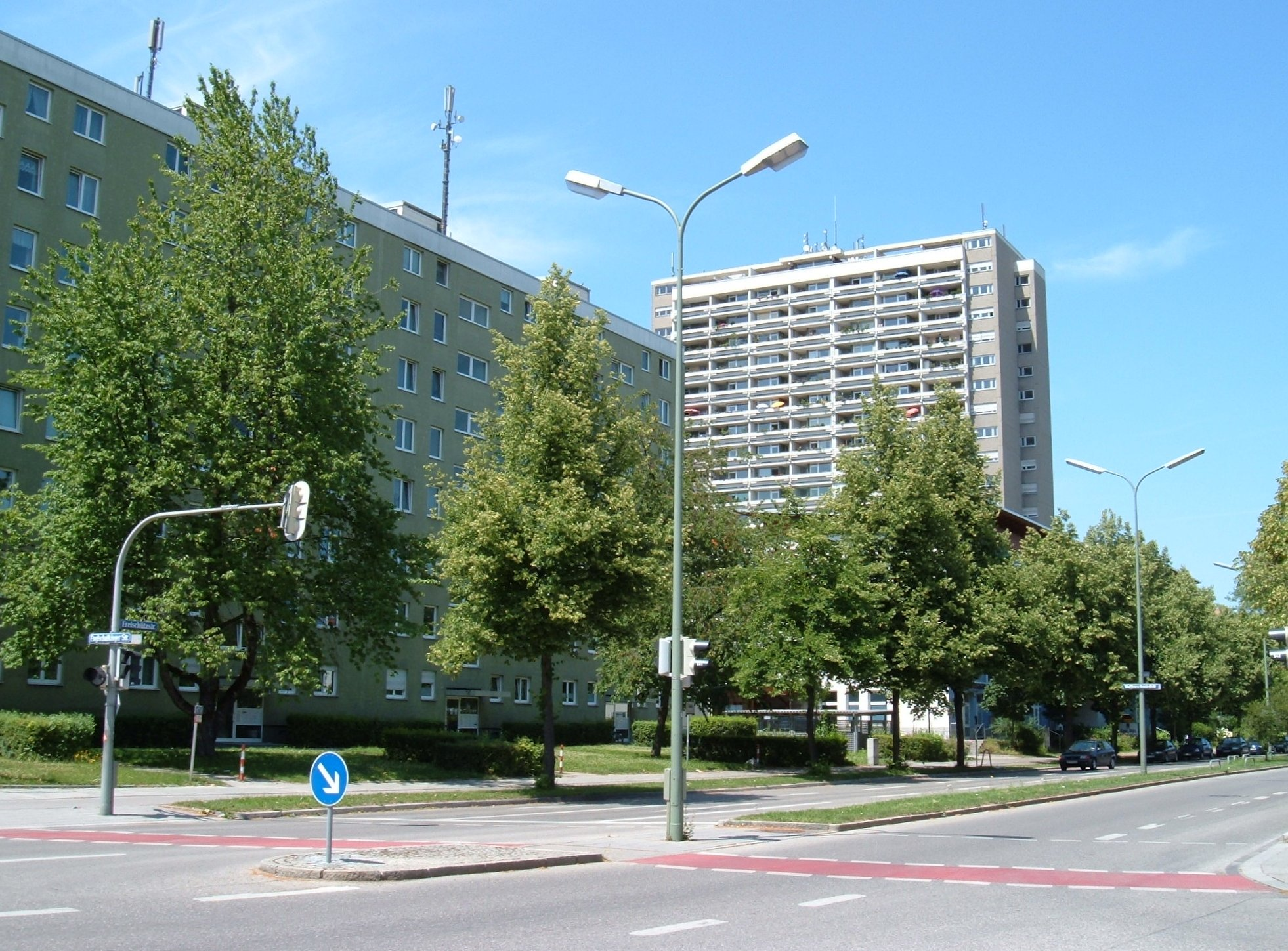
Fideliopark, München

## Werdegang
Ludwig wuchs als Sohn eines Ingenieurs für Brückenkonstruktionen in Peru auf. Ab 1931 lebte die Familie in München und er zog 1943 als 17-Jähriger zum Kriegsdienst ein. Von 1946 bis 1949 studierte Gordon Ludwig Architektur neben Alexander von Branca, Werner Wirsing, Gerd Wiegand, Herbert Groethuysen und Ernst Hürlimann an der Technischen Universität München bei Hans Döllgast. Gemeinsam mit Erik Braun, Wolfgang Fuchs, Herbert Groethuysen, Jakob Semler und Werner Wirsing arbeitete er in den 1950er Jahren im Baubüro des Bayerischen Jugendsozialwerks mit dem Ziel, eine moderne Architektur im sozialen Wohnungsbau zu verwirklichen. Ein wichtiges Projekt war die „Wohnheimsiedlung für Jungarbeiter und Studenten Maßmannplatz“, die in direkter Zusammenarbeit mit den Studenten und Arbeitern zunächst ohne Baugenehmigung, jedoch von den Behörden geduldet und von den US-amerikanischen Besatzungstruppen unterstützt, zwischen 1948 und 1951 errichtet wurde. Er baute ab den 1980er Jahren für die Neue Heimat und die GWG München. Anfang der 1990er Jahre übergab Gordon seinem Sohn Lutz das Architekturbüro und widmete sich der Aquarellmalerei und bereiste verschiedene Länder.
Ludwig war Mitglied im Bund Deutscher Architekten und im Deutschen Werkbund. Neben Alexander von Branca, Erik Braun, Herbert Groethuysen, Wolfgang Fuchs, Max Hoene, Hans Maurer, Theodor Müller, Sep Ruf, Jakob Semler, Gerd Wiegand und Werner Wirsing war Ludwig Mitglied der Neuen Heimat.

## Bauten
als Mitglied des Baubüros des Bayerischen Jugendsozialwerk:
- 1950–1951: Westliche Erweiterung der Wohnheimsiedlung Maßmannplatz mit Erik Braun, Wolfgang Fuchs, Herbert Groethuysen, Gordon Ludwig, Jakob Semmler, Grete und Werner Wirsing

eigene Bauten:
- um 1954: Mädchenheim, Nürnberg[4]
- 1959–1960: Hochhaussiedlung Hasenbergl mit von Branca, Groethuysen und Hürlimann
- 1963: Berufsschule Weilheim und Alters- und Pflegeheim St. Uli, Seehausen[5]
- 1965–1968: Fideliopark, München mit Franz Raab, Ernst Hürlimann[6]
- 1965–1968: Wohnanlage - Preziosastraße, München-Johanneskirchen mit Ernst Barth und Ernst Hürlimann[7]
- 1968–1972: Olympisches Dorf, München mit Behnisch & Partner, Werner Wirsing, Günther Ludwig Eckert, Heinle und Wischer, Gerd Wiegand, Franz Raab, Wolf Zuleger, Hans Luz und Wolfgang Miller[8]
- 1975–1977: Eingangsgebäude der Amalienpassage, München mit Jürgen Freiherr von Gagern
- Finanzamt, Miesbach
- Stadtbauamt, Rosenheim